# بيت المحجر (شرس)

تعديل مصدري - تعديل

بيت المحجر هي إحدى قرى عزلة بيت قدم بمديرية شرس التابعة لمحافظة حجة، بلغ تعداد سكانها 102 نسمة حسب تعداد اليمن لعام 2004.